# João Nepomuceno de Souza
João Nepomuceno de Souza foi um aventureiro e indigenista brasileiro do século XIX.

## Biografia
Nascido na cidade mineira de Paracatu, o responsável pela criação do município de São José do Duro, posteriormente conhecido como Dianópolis no estado do Tocantins, se tornou célebre pela negociação com os índios Acroás das minas tapuias.

## Cronologia
- 1830 - João Nepomuceno de Sousa constrói a primeira capela em Dianópolis tendo como padroeiro São José. Mandou que entronizasse nela a imagem de São José vinda da Capela de Missões causando protesto dos índios, a imagem teve de ser devolvida ficando a capela do Duro sem o Padroeiro até que tomassem outras providências.[2]
- 1854 - João Nepomuceno de Sousa é juiz do arraial do Duro que passa a ser Distrito de Paz.[2]
- 26.08.1884 - O arraial do Duro passa a ser autônomo e elevado à categoria de vila. Desmembrando-se de Conceição do Norte (Conceição do Tocantins).[2]
- Em 1889 foi implantado o registro civil por João Nepomuceno de Sousa.[2]
- A instalação do município autônomo se deu em 1890 sendo seu primeiro intendente João Nepomuceno de Sousa.[2]